# Sentiero Italia
Der Sentiero Italia (S.I.) ist ein über 6000 Kilometer langer Fernwanderweg, der in mehr als 300 Tagesetappen durch ganz Italien verläuft.

## Verlauf

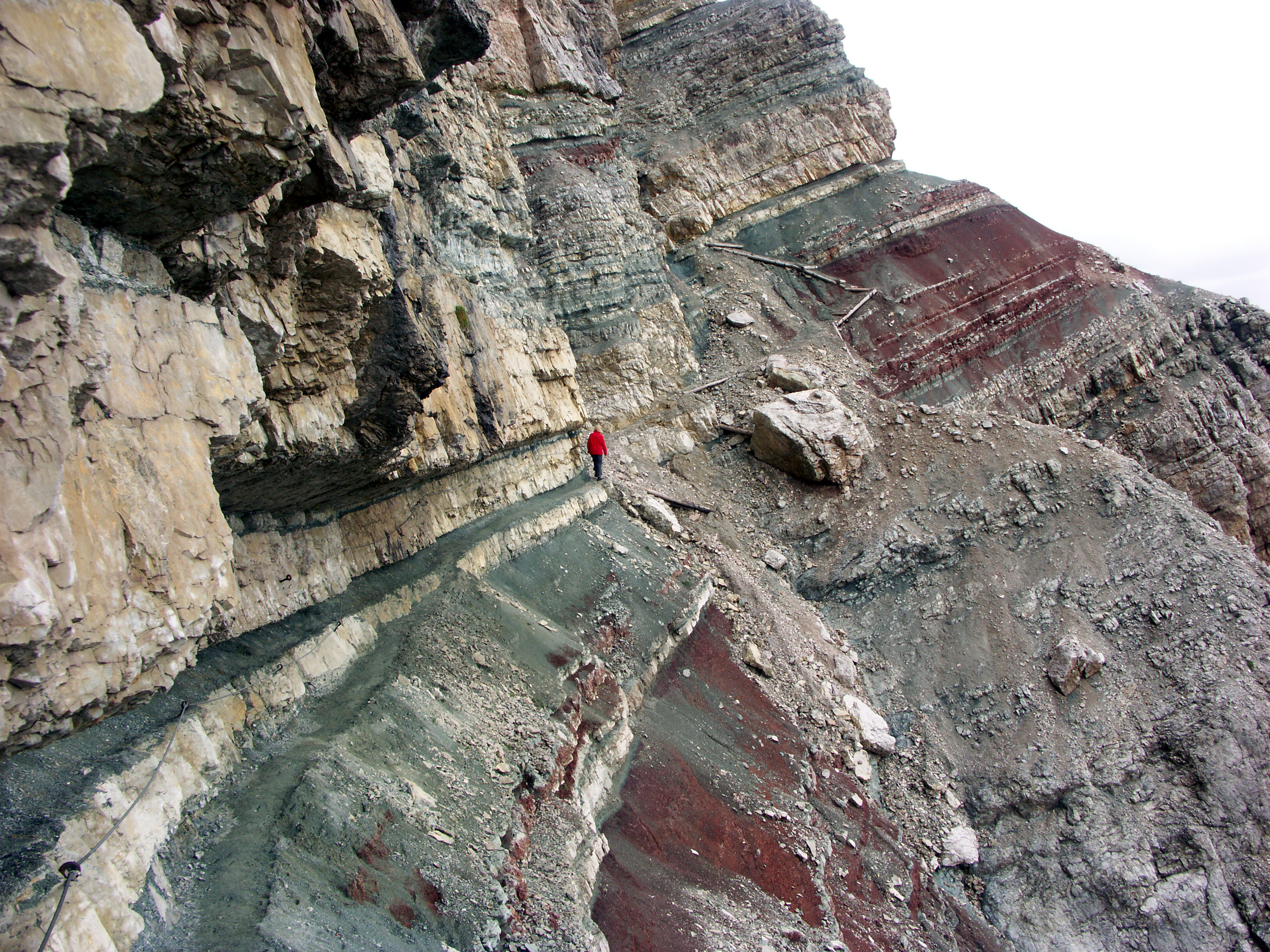
In den Ampezzaner Alpen unterhalb der Punta Anna

Der Sentiero Italia beginnt in Triest, durchläuft gegen den Uhrzeigersinn den gesamten Alpenbogen, folgt dem Apennin nach Süden und durchquert Sizilien und Sardinien. Auf langen Teilstrecken ist er identisch mit älteren regionalen Wanderwegen, etwa im piemontesischen Westalpenbogen mit der 55-tägigen Grande Traversata delle Alpi, im ligurischen Apennin mit der Alta Via dei Monti Liguri und im toskanischen Apennin mit der Grande Escursione Appenninica. Die  Markierung ist rot-weiß-rot mit schwarzem Schriftzug „S.I.“

## Geschichte
Die Idee für den Sentiero Italia wurde 1983 formuliert. 1995 beging eine Gruppe von Wanderern den gesamten Weg in acht Monaten; eine weitere Gruppe absolvierte die Gesamtbegehung 1999. 
Der Sentiero Italia wird vom Club Alpino Italiano (CAI) unterhalten, der kein Mitglied der Europäischen Wandervereinigung ist.

## Aktueller Zustand
2015 war der Sentiero Italia nur auf Teilstrecken markiert, insbesondere dort, wo er mit regionalen Wanderwegen wie der Grande Traversata delle Alpi zusammenfällt. Die meisten anderen Teilstrecken waren noch unmarkiert, oft auch anhand von Karten im Gelände schwer auffindbar und den Einheimischen gänzlich unbekannt. 
Der Bergjournalist Stefano Ardito aus Rom schrieb 2015: "Das Projekt des 'Sentiero Italia' entlang des gesamten Appenin, das ich vor einem Vierteljahrhundert mit ein paar Freunden ins Leben gerufen habe, ist wegen der Gleichgültigkeit amtlicher Stellen und Eifersüchteleien einzelner Vereine (auch das ist Italien, leider) im Sand verlaufen."
Informationen zum aktuellen Zustand der einzelnen Etappen findet man beim CAI.